# Kormorán campbellský
Kormorán campbellský (Leucocarbo campbelli) je druh kormorána, který se endemicky vyskytuje na Campbellových ostrovech (cca 600 km jižně od Nového Zélandu).

## Systematika
Druh poprvé zaznamenal v roce 1840 britský lodní lékař a přírodovědec Robert McCormick. Prvního vědeckého popisu se však druhu dostalo až v roce 1878 od francouzského přírodovědce Henri Filhola. Filhol se v roce 1874 zúčastnil francouzské expedice na Campbellově ostrově s cílem pozorování přechodu Venuše. Při pobytu na Campbellových ostrovech Filhol rozpoznal, že místní kormorán bude tvořit samostatný druh, a o několik let později pak zveřejnil jeho první popis. Vědecké druhové jméno campbelli, tedy campbellský, odkazuje ke Campbellovým ostrovům.

## Popis

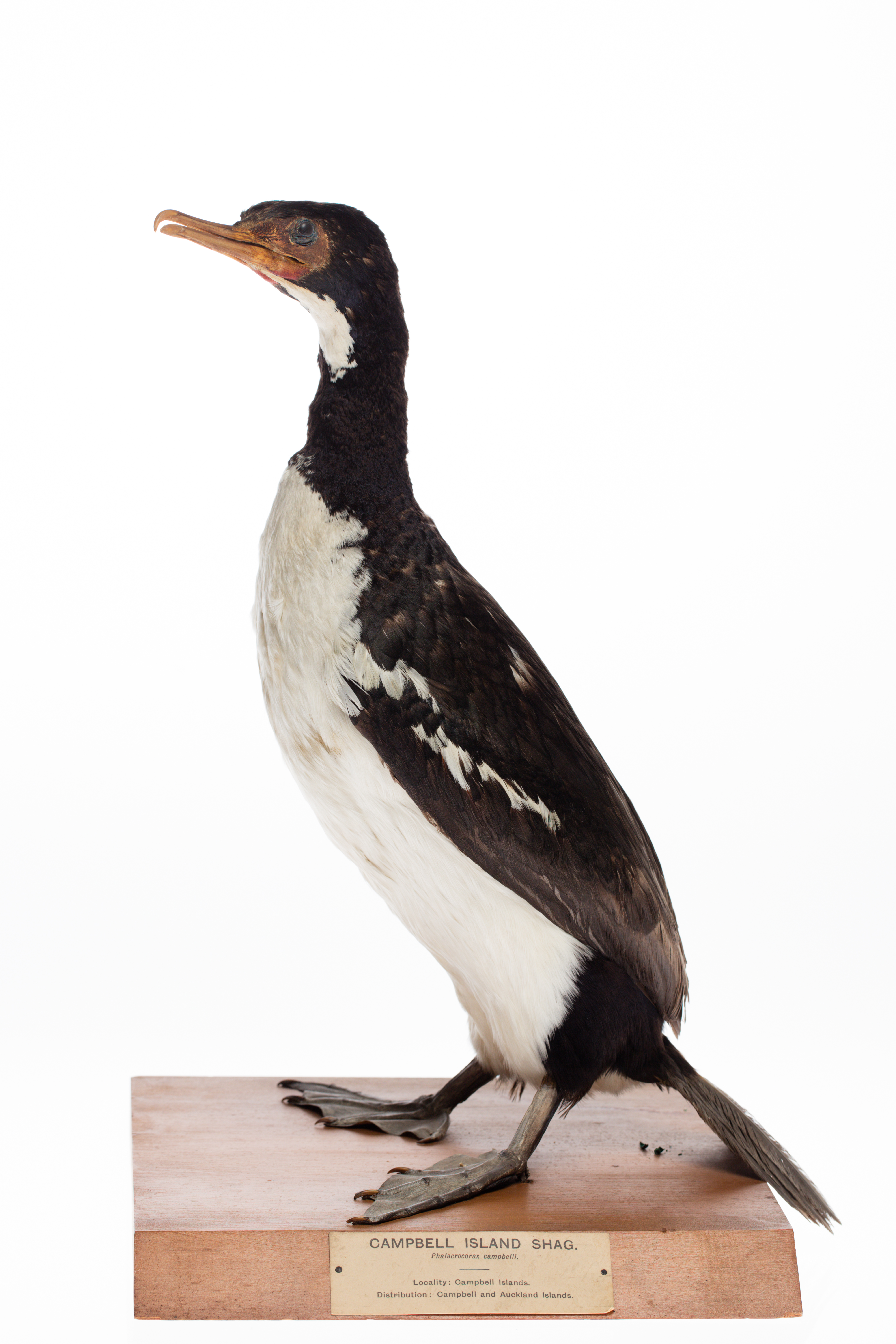
Vycpaný exemplář kormorána campbellského ze sbírek Aucklandského muzea

Jedná se o středně velkého kormorána s opeřením o černých a bílých barvách. Opeření na hlavě a na krku je černé s kovově modrozeleným odleskem. Brada je nápadně bílá. Svrchní část těla je převážně černá, zatímco spodina je bílá. Na ramenních letkách se někdy nachází bílé fleky, které při stažení křídla vypadají spíše jako bílý příčný pruh – tento pruh může být velmi výrazný, nenápadný nebo může zcela chybět. Nohy jsou velké a růžové. V době hnízdění se na hlavě kormoránů tvoří dlouhá černá chocholka a kůže na tvářích a na hrdelním vaku se zbarví do tmavě fialova až červenooranžova.
Nad koutkem úst se nachází výrazná žlutá kůže, která pod koutkem úst tmavne až do červena. Duhovky jsou tmavě hnědé. Zobák je tmavě šedohnědý, na hákovitém konci horní čelisti bledě růžovooranžový. Prostý šat kormoránů postrádá chocholku a černé opeřené je spíše tmavě hnědé. Juvenilní jedince lze rozpoznat podle bledě tmavého opeření, kůže na tvářích je mdle fialovohnědá a hrdelní vaky jsou zbarveny nevýraznou žlutooranžovou barvou. Samec i samice mají stejné opeření a k rozlišení v terénu je tedy potřeba pozorovat jejich chování a akustické projevy.
Délka těla dosahuje 63 cm, váha se pohybuje kolem 2 kg.

## Rozšíření a populace
Kormorán campbellský je endemický ke Campbellovým ostrovům. Celková populace druhu se v roce 2015 udávala na 2000 párů, tato čísla jsou však odhadnuta z desítky let starých sčítání a přesnější aktualizovaná data z terénu chybí. Kormorány campbellské lze spatřit hlavně v zimě na jižní a východní straně souostroví v zálivech a zátokách chráněných před větrem.

## Biologie
Živí se malými rybkami a mořskými bezobratlými živočichy. Potravu sbírá výhradně na moři do cca 10 km od kolonie, většinou se však zdržuje v místních zátokách, kde loví ve středně velkých (desítky) až velkých hejnech (stovky až nižší tisíce kormoránů). Potravu loví hlavně pod vodou, kde kormoránům v pohybu pomáhají jejich mohutné blánovité nohy. Po úspěšném lovu odpočívají na kamenech v blízkosti moře. Vedle skupinového lovu společně hřadují, létají i hnízdí.
K přirozeným predátorům patří chaluha subantarktická (Stercorarius antarcticus).

### Hnízdění

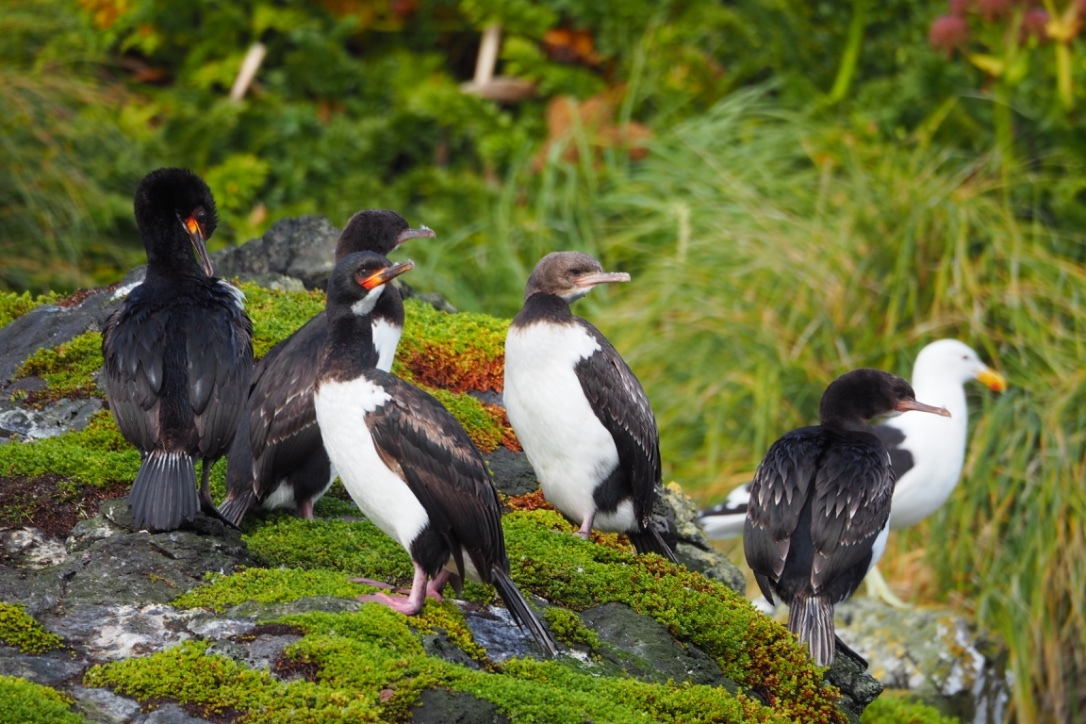
Skupinka kormoránů campbellských

Hnízdí v koloniích do cirka 150 hnízd. Hnízda jsou většinou umístěna na prudkých svazích kopců, na skalních římsách, v jeskyních nebo na skaliskách kolem Campbellových ostrovů. Samec si namlouvá samici řadou ritualizovaných póz. K těm patří ohnutí krku dozadu, až se týl hlavy dotýká kostřece, kterou zadní částí hlavy občas několikrát za sebou poklepe. Při této póze je zobák mírně až zcela otevřen, avšak kormorán z něj nevydá ani hlásku. K dalším typům párového chování patří uklánění dlouhými krky, které dělá buď jen samec nebo samec společně se samicí. Po utvoření páru samec vybere lokaci zahnízdění. Stavebním materiálem na stavbu hnízda ve tvaru široké mělké misky jsou větvičky, listy trav a další rostlinný materiál.
Ke snášení vajec dochází od listopadu do února. Samice klade 2 bledě modrá vejce o rozměrech 64×39 mm. Novorozená ptáčata se rodí holá, jejich kůže je černá. Podrobnější informace o hnízdění zatím chybí.

## Ohrožení
V průběhu 19. a 20. století kormoráni campbellští čelili ohrožení ze strany introdukovaných savců, kteří tam byli úmyslně či nechtěně zaneseni evropskými mořeplavci. Zdivočelé kočky domácí však vyhynuly koncem 80. let 20. století a někdy v tomto období byly odstraněny i ovce. Potkani byli vyhubeni v roce 2001, čímž byl odstraněn poslední invazivní druh savců.
Populační trend kormoránů campbellských je patrně stabilní. Mezinárodní svaz ochrany přírody i tak hodnotí druh jako zranitelný z důvodu geograficky omezeného hnízdního areálu, což populaci činí vysoce citlivou na nenadále události i na dopady lidské činnosti.